# Sergio Corino
Sergio Corino Ramón (Bilbao, 10 ottobre 1974) è un ex calciatore spagnolo, di ruolo difensore.